# Aphodius turkestanicus
Aphodius turkestanicus is een keversoort uit de familie bladsprietkevers (Scarabaeidae). De wetenschappelijke naam van de soort is voor het eerst geldig gepubliceerd in 1881 door Heyden.